# Kobylnice (Koroužné)
Kobylnice (deutsch Kobilnitz, 1939–45 Zuberstein) ist ein Ortsteil der Gemeinde Koroužné in Tschechien. Er liegt fünf Kilometer nordöstlich von Bystřice nad Pernštejnem und gehört zum Okres Žďár nad Sázavou. Das Dorf befindet sich im Dreieck der Burgruinen Pyšolec, Zubštejn und Aueršperk.

## Geographie
Kobylnice befindet sich von den Bergen der Nedvědická vrchovina in der Böhmisch-Mährischen Höhe und gehört zum Naturpark Svratecká hornatina. Das Dorf liegt rechtsseitig der Täler der Bystřice und Svratka auf einem von beiden Flüssen umschlossenen Höhenzug am Fuße der Burgruine Zubštejn. Nördlich erhebt sich der Pyšolec (464 m), im Südosten die Sokolí hora (Zumberg, 625 m), südlich die Jahodná (586 m) und im Westen der Zubrštejn (Zuberstein, 687 m). Nördlich liegt die Talsperre Vír II.
Nachbarorte sind Vír und Věstínek im Norden, Bolešín im Nordosten, Koroužné im Osten, Švařec im Südosten, Borovec, Štěpánov nad Svratkou und Kozlov im Süden, Lesoňovice im Südwesten, Pivonice im Westen sowie Jitřenka und Hrdá Ves im Nordwesten.

## Geschichte
Die erste Erwähnung des zur Herrschaft Pernstein gehörigen Dorfes erfolgte im Jahre 1544 unter dem Namen Nivsko, als es dem Richter von Štěpánov unterstellt wurde. Bis 1596 wurde der Ort als Nivsko und im 17. Jahrhundert als Kobylnice bezeichnet. Es wird angenommen, dass die Bewohner der kleinen Ansiedlung am Hang des Zubersteines sich von der Pferdezucht ernährten. 1750 wurde Kobylnice nach Štěpánov gepfarrt. Schulort blieb Pivonice.
Nach der Aufhebung der Patrimonialherrschaften bildete Kobylnice / Kobilnitz ab 1850 eine Gemeinde im Bezirk Neustadtl. Während der Deutschen Besetzung erhielt die Gemeinde ab 1939 die deutsche Bezeichnung Zuberstein. 1949 kam die Gemeinde zum Okres Bystřice nad Pernštejnem. 1961 wurde Kobylnice nach Koroužné eingemeindet und zugleich dem Okres Žďár nad Sázavou zugeordnet. 1991 hatte der Ort 50 Einwohner. Im Jahre 2001 bestand das Dorf aus 15 Häusern, in denen 45 Menschen lebten.

## Sehenswürdigkeiten
- Burgruine Pyšolec (Pysselecz), nördlich des Dorfes
- Burgruine Zubštejn (Zubstein), auch Zubrštejn (Zuberstein), südwestlich des Ortes
- Burgruine Aueršperk (Auersperg), westlich des Ortes
- gusseisernes Kreuz am Dorfanger, 1884 aufgestellt mit Unterstützung des Grafen Mitrovský